# Павловский, Казимир Владиславович
Павловский Казимир Владиславович (июль 1894 — 15 октября 1941) — советский военный деятель.

## Биография
Родился в июле 1894 г. в г. Ковно Ковенской губернии Российской империи (ныне г. Каунас Литвы) в семье конторского служащего. По национальности литовец. Окончил четырёхклассное городское училище (зимой учился, а летом работал поденщиком в усадьбах зажиточных крестьян и помещиков).
Первая мировая война
В 1915 г. призван в Российскую императорскую армию. Службу проходил в коннице. Окончил учебную команду. Участник Первой мировой войны. Последний чин в старой армии — старший унтер-офицер.
Гражданская война
С августа 1918 г. вступил в РККА, участник Гражданской войны в России. Вступил в ВКП(б) с декабре 1918 г. Воевал на Западном и Южном фронтах. Службу начал с должности курсанта Тверских кавалерийских курсов, которые окончил в декабре 1918 г. В ходе учёбы одновременно исполнял обязанности строевого инструктора. С сентября 1918 г. — вахмистр тех же курсов. С февраля 1919 г. — командир взвода 1-го отдельного кавалерийского дивизиона 6-й стрелковой дивизии. С марта 1919 г. — командир эскадрона того же дивизиона. С апреля того же года — командир взвода кавалерийских курсов. Весной 1919 г. в составе эскадрона курсантов участвовал в боях при отражении наступления войск генерала Юденича на г. Петроград. С июня 1919 г. — помощник командира эскадрона тех же курсов. За вывод в июле 1919 г. под г. Ямбургом эскадрона из окружения без потерь и с трофеями представлен к ордену Красного Знамени. С июля 1919 г. — командир дивизиона 1-й кавалерийской дивизии. В сентябре 1919 г. зачислен слушателем Академии Генерального штаба РККА. С марта 1920 г. — врид начальника Объединённой школы красных командиров 1-й Конной армии, с июня того же года — начальник строевого обучения той же школы. В сентябре — октябре 1920 г. — начальник кавалерийских частей Елисаветградского гарнизона. С декабря 1920 г. — начальник кавалерийских частей 51-й стрелковой дивизии.
Межвоенный период
После Гражданской войны на ответственных должностях в кавалерии РККА. С февраля 1921 г. — командир 56-й бригады 19-й кавалерийской дивизии. С июня 1921 г. — командир 3-го (впоследствии 63-го) кавалерийского полка Особой кавалерийской бригады, которым затем в течение нескольких лет командовал. Под его руководством полк участвовал в ликвидации бандитизма на Кубани в 1922—1923 гг. В 1928 г. окончил Кавалерийские курсы усовершенствования комсостава (ККУКС) РККА. С декабря 1928 г. — командир 1-й бригады 2-й Черниговской кавалерийской дивизии. В 1930 г. окончил КУВНАС при Военной академии имени М. В. Фрунзе. В 1931—1933 гг. — слушатель Особой группы той же академии. С октября 1933 г. — начальник и военный комиссар Северо-Кавказской горских национальностей кавалерийской школы. С июня 1935 г. — командир и военный комиссар 29-й кавалерийской дивизии. После введения персональных званий для личного состава Красной армии и флота 26 ноября 1935 г. ему было присвоено звание комбрига приказом Народного комиссариата обороны СССР № 2484.
Арестован 11 июня 1938 г. Особым совещанием при НКВД СССР 5 августа 1939 г. по обвинению в участии в военном заговоре приговорен к пяти годам ИТЛ. Умер в лагере 15 октября 1941 г. Определением военного трибунала Белорусского военного округа от 2 июня 1967 г. реабилитирован.

## Воинские звания
Комбриг — 26.11.1935

## Награды
- Орден Красного Знамени (1928);
- Орден Красной Звезды (16.08.1936)[2].